# Therwil

Historisches Luftbild von Werner Friedli von 1950

Therwil (ortsübliche Aussprache: Därwil [ˈdærˌʋil]) ist eine politische Gemeinde im Bezirk Arlesheim des Kantons Basel-Landschaft in der Schweiz.

## Geographie
Therwil liegt im Leimental an der Westflanke des Bruderholzes und ist durch die Tramlinie 10 und Tramlinie 17 der Baselland Transport AG (BLT) mit der Stadt Basel verbunden. Seine Nachbargemeinden sind Aesch, Reinach, Oberwil, Biel-Benken, Witterswil und Ettingen. Die Fläche des Gemeindegebiets beträgt 763 Hektaren, davon sind 50 % Landwirtschaftsfläche, 26 % Wald und 24 % Siedlungen.

## Geschichte
Therwil war schon früh besiedelt, davon zeugen zahlreiche Funde aus der steinzeitlichen-, römischen- und frühmittelalterlichen Zeit wie ein Gräberfeld und ein Töpferofen. Erstmals 1223 wurde Therwil als Terwilre erwähnt, welches von den Grafen von Thierstein an das Kloster Reichenau übertragen wurde. 1518 erwarb der Bischof von Basel das Dorf, und 1525 wurde es ins Burgrecht der Stadt Basel aufgenommen. Im Dreissigjährigen Krieg wurde das Dorf mehrmals geplündert, und nach der Französischen Revolution kam Therwil zur Raurachischen Republik. Von 1792 bis 1815 stand es unter französischer Herrschaft und wurde beim Wiener Kongress dem Kanton Basel zugeschlagen. 1887, nach der Eröffnung der Birsigtalbahn, hatte das Dorf eine direkte Verbindung mit der Stadt Basel.
Häufige Geschlechter in Therwil sind Gutzwiller, Heinis und Gschwind. Ein bekannter Einwohner war der Revolutionär Stephan Gutzwiller, der Kopf der Revolte, welche zur Basler Kantonstrennung und zur Gründung des Kantons Basel-Landschaft führte.

## Wappen

Wappen derer von Terwil

Das Therwiler Wappen zeigt einen goldenen Schild mit einem schwarzen Viertel im linken Obereck. Es ist das Wappen der Familie «von Terwilr».

## Bevölkerung
33 % der Bevölkerung sind römisch-katholisch, 32 % reformiert. Der Ausländeranteil beträgt 15 % (Stand: 31. Januar 2011).
| Bevölkerungsentwicklung | Bevölkerungsentwicklung | Bevölkerungsentwicklung | Bevölkerungsentwicklung | Bevölkerungsentwicklung | Bevölkerungsentwicklung | Bevölkerungsentwicklung | Bevölkerungsentwicklung | Bevölkerungsentwicklung | Bevölkerungsentwicklung |
| ----------------------- | ----------------------- | ----------------------- | ----------------------- | ----------------------- | ----------------------- | ----------------------- | ----------------------- | ----------------------- | ----------------------- |
| Jahr                    | 1753                    | 1815                    | 1850                    | 1900                    | 1950                    | 1970                    | 2000                    | 2021                    | 2023                    |
| Einwohner               | 597                     | 699                     | 892                     | 1'028                   | 1'459                   | 5'412                   | 8'434                   | 9'574                   | 10'133                  |

## Politik
Gemeindepräsident ist René Saner (FDP) (Stand 2025). Bürgerratspräsident ist Christoph A. Bieri (Stand 2025).
Bei den Schweizer Parlamentswahlen 2023 betrugen die Wähleranteile in Therwil: SVP 25,5 % (2019 24,5 %), SP 22,8 % (19,8 %), FDP 16,3 % (17,9 %), Mitte 15,3 % (12,6 %), Grüne 9,1 % (16,4 %), glp 7,8 % (6,7 %), EVP 1,9 % (2,0 %), EDU 0,3 % (–).

## Sehenswürdigkeiten
- Kirche St. Stephan von 1631 mit Malereien und Tabernakel aus Spanien[6]
- Friedhofskapelle mit Anna-selbdritt-Gruppe
- Dorfmuseum

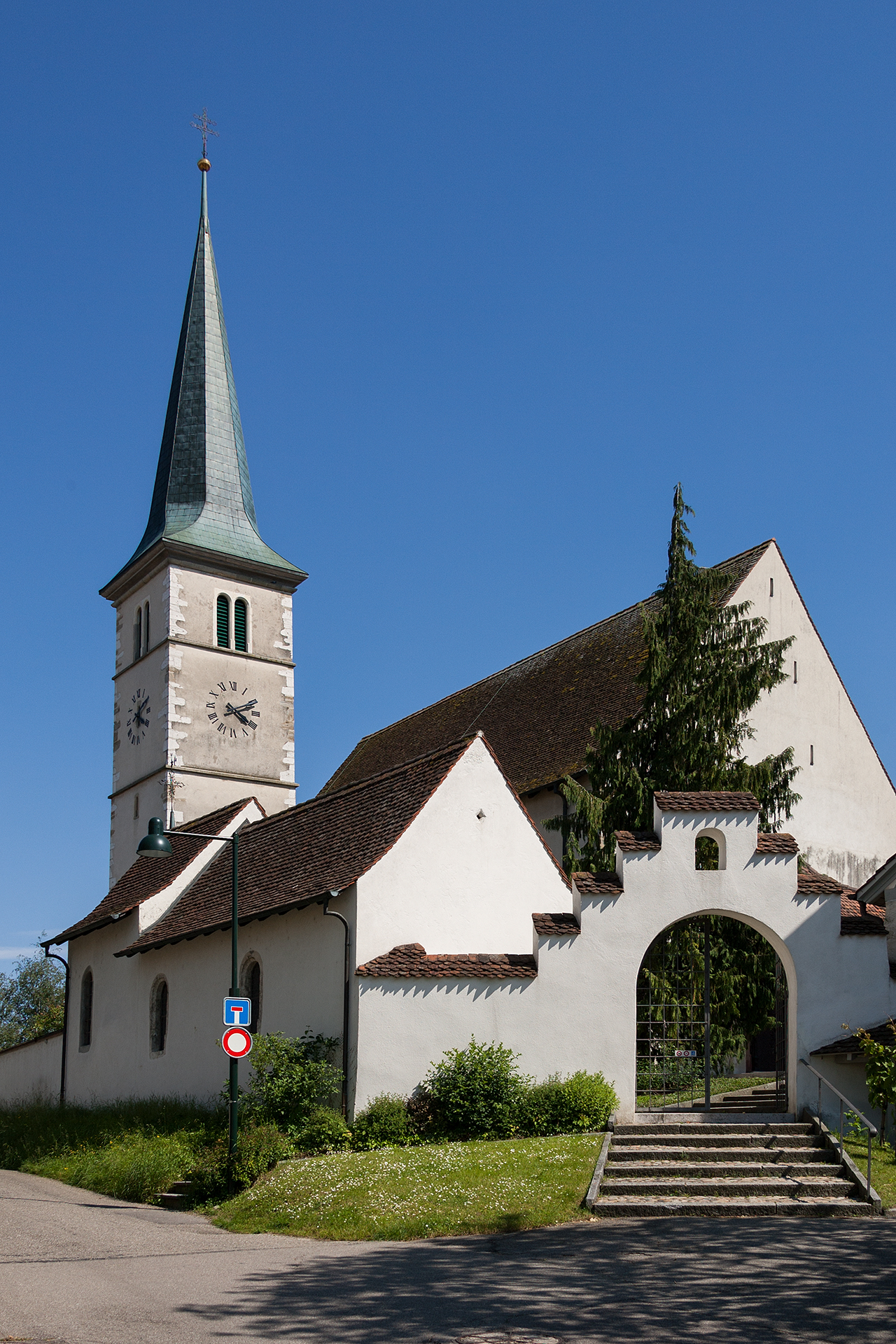
Kirche St. Stephan
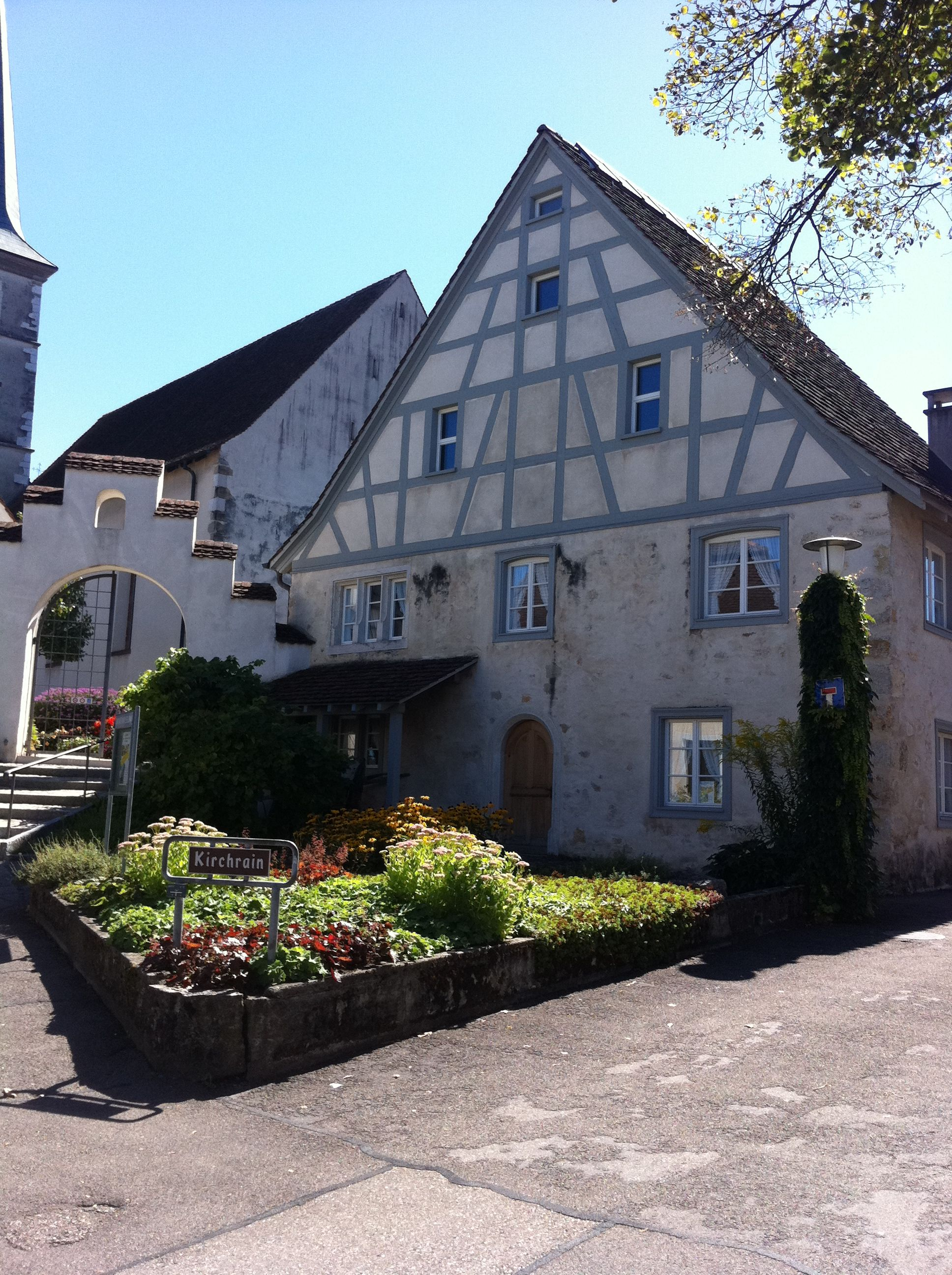
Dorfmuseum
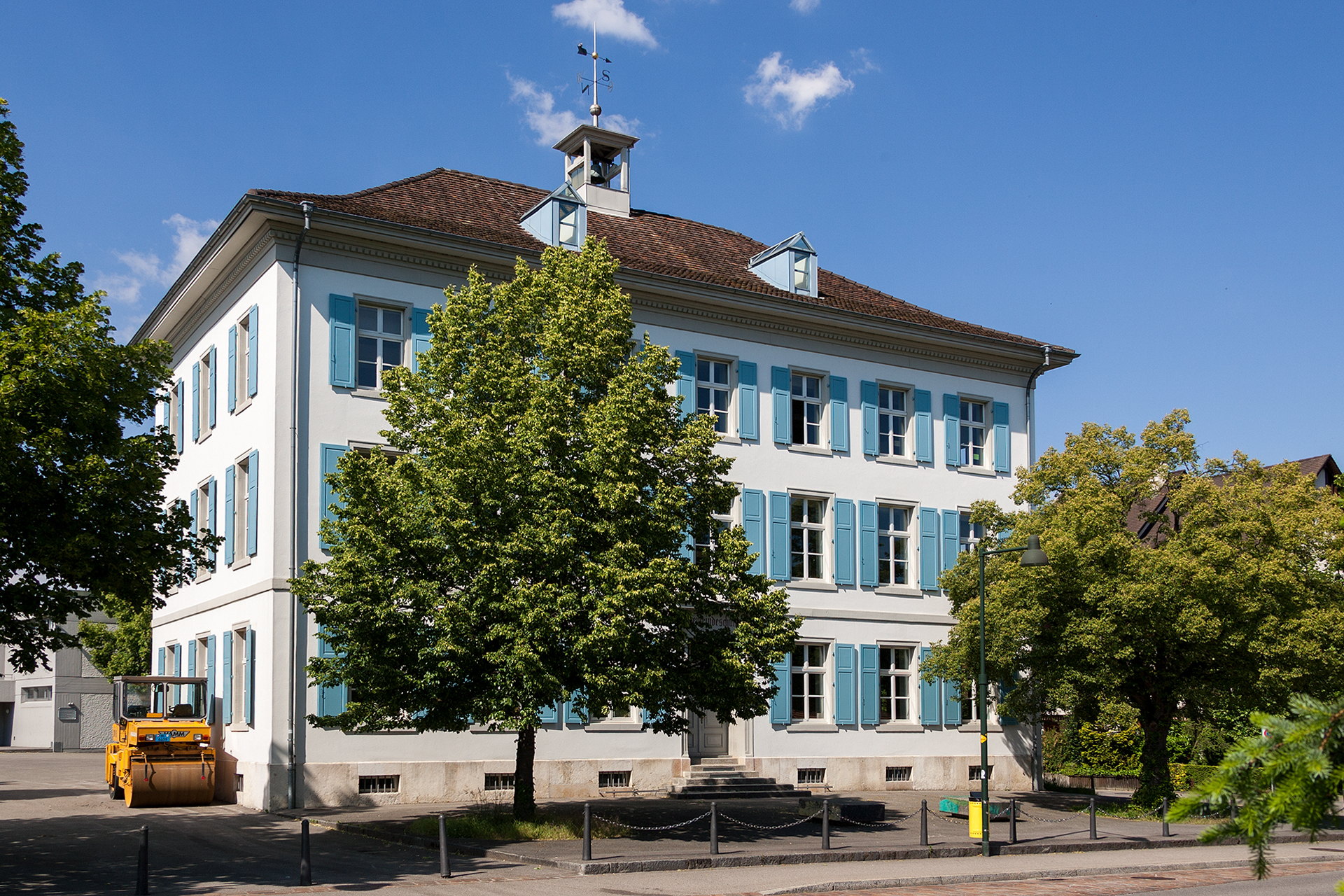
Primarschulhaus
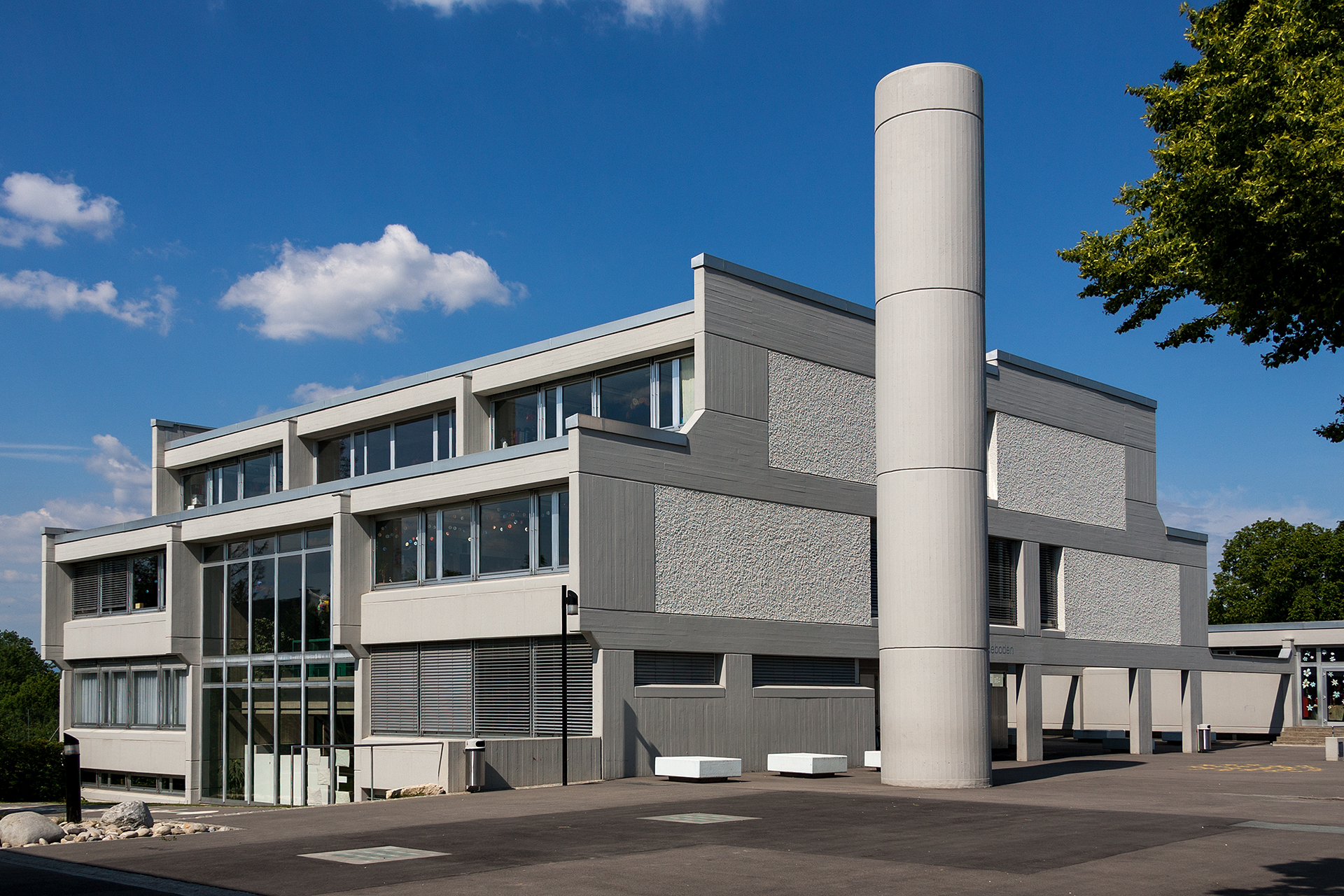
Schulhaus Mühleboden
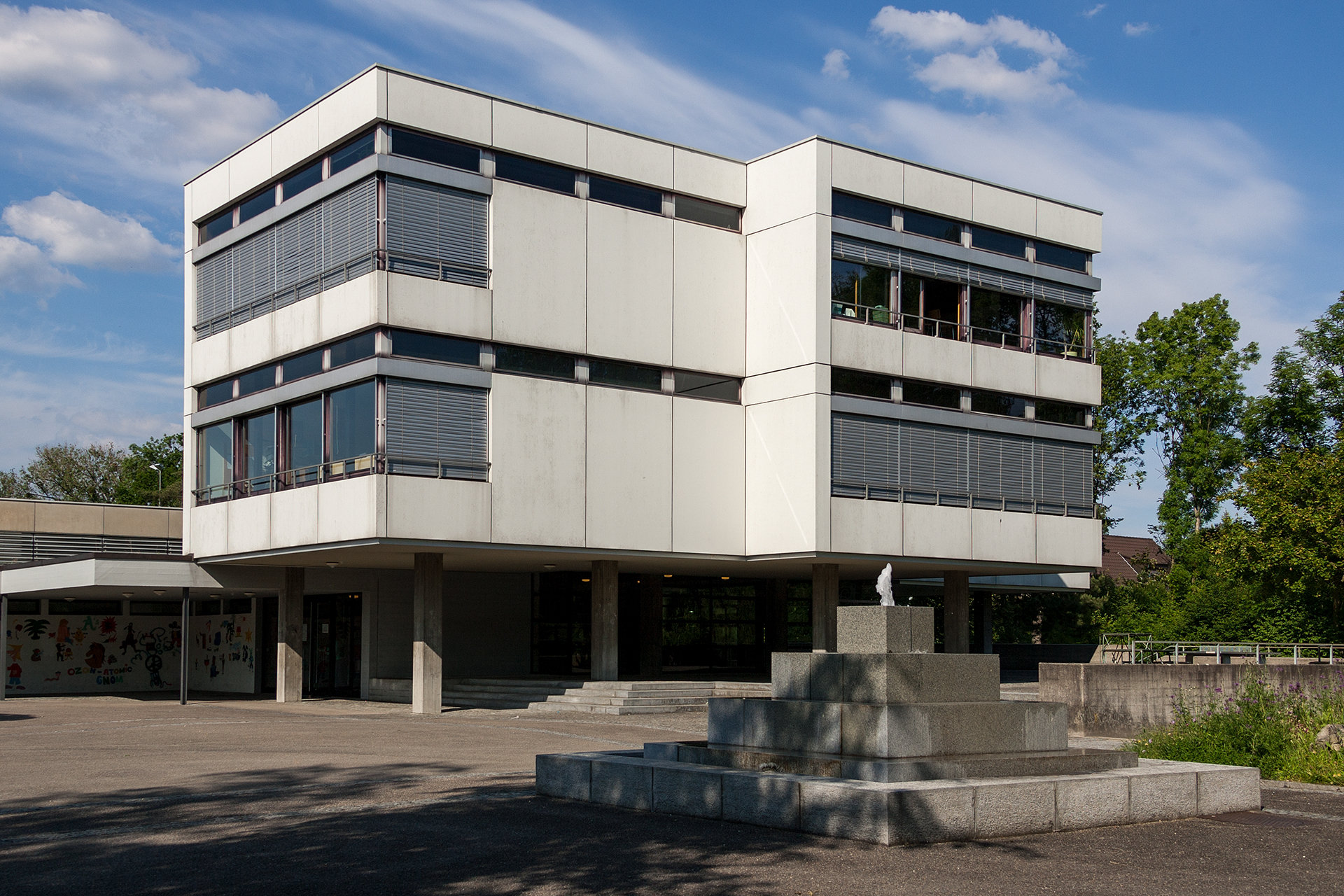
Schulhaus Känelmatt

## Vereinsleben

### Sport
Der Baseballclub von Therwil, die Therwil Flyers, ist elffacher Schweizer Meister. Der Handballclub HC Therwil gehört zusammen mit den Partnervereinen aus Oberwil und Binningen zu den grössten Vereinen der Nordwestschweiz; die interregionalen Teams treten unter dem Label HSG Leimental auf. Weiter gibt es den Volleyballclub VB Therwil, welcher zu den grössten Volleyball-Vereinen in der Nordwestschweiz gehört. Daneben gibt es noch den FC Therwil sowie den Frauenfussballclub Therwil. Ein weiterer grosser Sportverein ist der Leichtathletik Club Therwil, der mit Jason Joseph einen mehrfachen Schweizer Meister sowie Europameister 2023 in seinen Reihen hat. Weitere Sportvereine sind der Badminton Club Therwil, die Feldschützengesellschaft Therwil, der Ringer-Club Therwil, der Schachclub Therwil, die Tennis Clubs TC Birsmatt und TC Leimental und der Turnverein Therwil.

### Weitere
Neben den Sportvereinen besitzt Therwil aber auch sehr viele andere Vereine. Für Knaben gibt es die Jungwacht St. Stephan Therwil und für Mädchen den Blauring Therwil, beides Jugendorganisationen der katholischen Kirche mit einer langen Tradition im Dorf. Die Jungwacht St. Stephan Therwil ist die zweitälteste Schar der Schweiz, und auch der Blauring war (damals noch unter dem Namen Imeldaverein) eine der ersten Schweizer Jugendorganisationen in diesem Stil.

## Persönlichkeiten
- Paulin Gschwind (1833–1914), katholischer und späterer christkatholischer Geistlicher
- Eduard Bienz (1844–1892), Lehrer und Turnfunktionär
- Andreas Gutzwiller (1845–1917), Geologe
- Karl-Adalbert Kraft (1892–1943), Admiralarzt
- Hugo Gschwind (1900–1975), Politiker
- Joseph Saladin (1901–1984), Schriftsteller
- Margrit Bolli (1919–2017), Widerstandskämpferin
- Urs Berger (* 1951), Versicherungsmanager und ehemaliger Handballspieler, wohnt in Therwil
- Otto Höschle (* 1952), Schriftsteller und Übersetzer, wohnt in Therwil
- Mario Birrer (* 1980), Radrennfahrer
- Cédric Gschwind (* 1985), Jazzmusiker
- David Philip Hefti (* 1975), Komponist & Dirigent, wohnt in Therwil
- Benjamin Siegrist (* 1992), Fussballspieler
- Antoine Konrad (* 1975), Schweizer House-DJ, wohnt in Therwil[9]